# Kalle Leinonen
Kalle Leinonen (* 8. November 1989 in Siilinjärvi, Nordsavo) ist ein ehemaliger finnischer Freestyle-Skier. Er war auf die Park- und Pipe-Disziplinen Halfpipe und Slopestyle spezialisiert und gewann im Weltcup zweimal die Disziplinenwertung sowie drei Wettkämpfe in der Halfpipe. Seine Zwillingsschwester Sanni Leinonen war als Skirennläuferin aktiv.

## Biografie
Kalle Leinonen begann seine Karriere als Skirennläufer für den Verein
Tampereen Slalomseura, bestritt dabei aber nur einige FIS-Rennen in Finnland. Sein bestes Resultat erreichte er im Dezember 2004 als Sechster im Slalom von Ruka.
Noch während er Skirennen fuhr, nahm Leinonen im März 2005 als 15-Jähriger an den Freestyle-Weltmeisterschaften in Ruka teil und belegte in der Halfpipe Platz acht unter 19 Teilnehmern. Erst danach gab er sein Debüt im Freestyle-Skiing-Weltcup und gewann in der Saison 2005/06 beide Austragungen in Les Contamines und Apex. Im Winter darauf feierte er im einzigen Weltcup der Saison seinen dritten Sieg in Folge und gewann bei den Juniorenweltmeisterschaften in Airolo die Bronzemedaille. In der Saison 2007/08 fiel er mit einem siebenten und zwei zweiten Plätzen auf Weltcup-Disziplinenrang zwei zurück.
Nachdem Leinonen bei Veranstaltungen außerhalb des FIS-Kalenders, unter anderem auf der Dew Tour und beim Grandvalira Total Fight 2011, Erfolge verbuchen konnte, kehrte er kurzzeitig in den Weltcup zurück, konnte aber nicht mehr an frühere Leistungen anknüpfen. Ein letzter großer Sieg gelang ihm im Dezember 2013 mit dem Gewinn der Slopestyle-Goldmedaille im Rahmen der Universiade auf dem Monte Bondone.

## Erfolge

### Weltmeisterschaften
- Ruka 2005: 8. Halfpipe

### Weltcupwertungen
| Saison  | Gesamt | Gesamt | Halfpipe | Halfpipe | Slopestyle | Slopestyle |
| Saison  | Platz  | Punkte | Platz    | Punkte   | Platz      | Punkte     |
| ------- | ------ | ------ | -------- | -------- | ---------- | ---------- |
| 2005/06 | 10.    | 40     | 1.       | 200      | –          | –          |
| 2006/07 | 34.    | 20     | 1.       | 100      | –          | –          |
| 2007/08 | 13.    | 39     | 2.       | 196      | –          | –          |
| 2011/12 | 103.   | 8      | 20.      | 27       | 35.        | 12         |

### Weltcupsiege
Leinonen errang im Weltcup 5 Podestplätze, davon 3 Siege:
| Datum            | Ort            | Land       | Disziplin |
| ---------------- | -------------- | ---------- | --------- |
| 15. Januar 2006  | Les Contamines | Frankreich | Halfpipe  |
| 17. März 2006    | Apex           | Kanada     | Halfpipe  |
| 23. Februar 2007 | Apex           | Kanada     | Halfpipe  |

### Juniorenweltmeisterschaften
- Airolo 2007: 3. Halfpipe

### Weitere Erfolge
- Slopestyle-Gold bei der Universiade 2013
- Sieg bei den kanadischen Meisterschaften in der Halfpipe 2006
- 1 Podestplatz im Europacup